# Liste des automobiles Renault
Cet article liste l'ensemble des automobiles Renault, qui sont les automobiles développées par le constructeur automobile français Renault.

## Modèles actuels

### Citadines polyvalentes

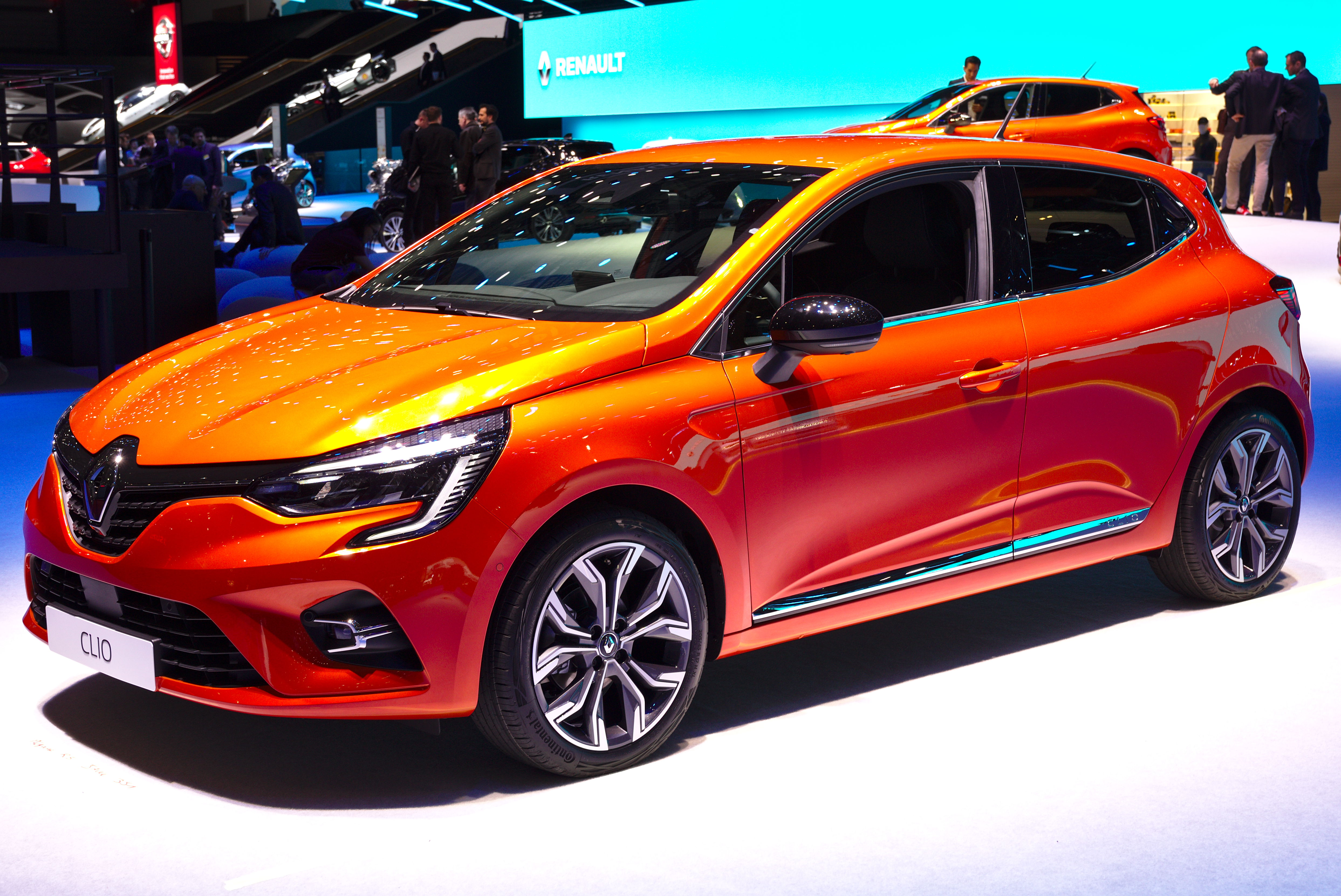
Renault Clio V.

- Renault 5 E-Tech Electric (2024-) citadine polyvalente électrique bicorps.
- Renault Clio V (2019-) citadine polyvalente bicorps gazole, essence, GPL et hybride simple.
- Renault Sandero II (2012-) citadine polyvalente bicorps (marchés émergents).
- Renault Logan II (2012-), citadine tricorps (marchés émergents).
- Renault Taliant (2021-), citadine tricorps (marchés émergents).

### Compactes

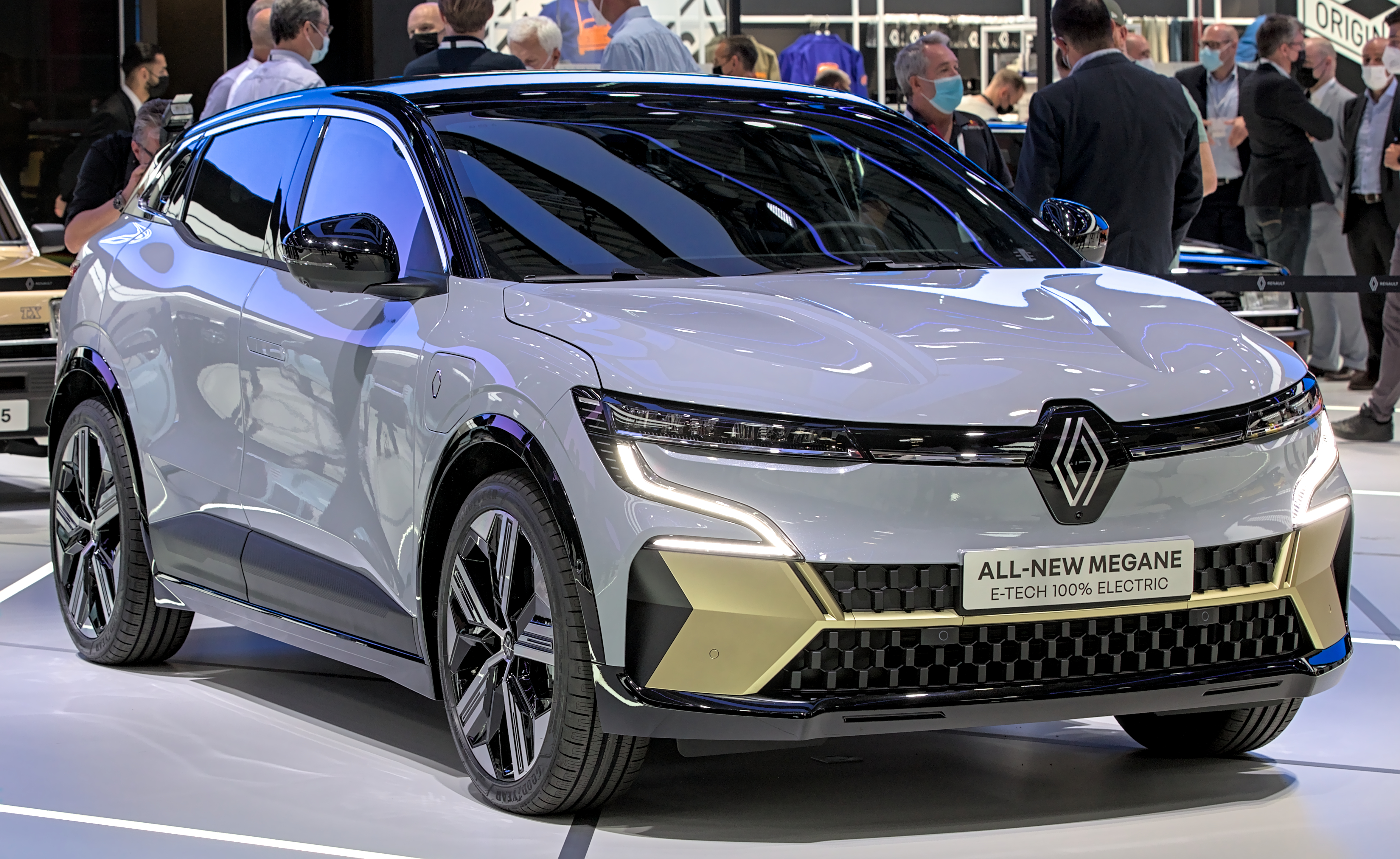
Renault Megane E-Tech Electric.

- Renault Megane E-tech Electric (2022-), berline électrique bicorps typée crossover.

### SUV/Crossover

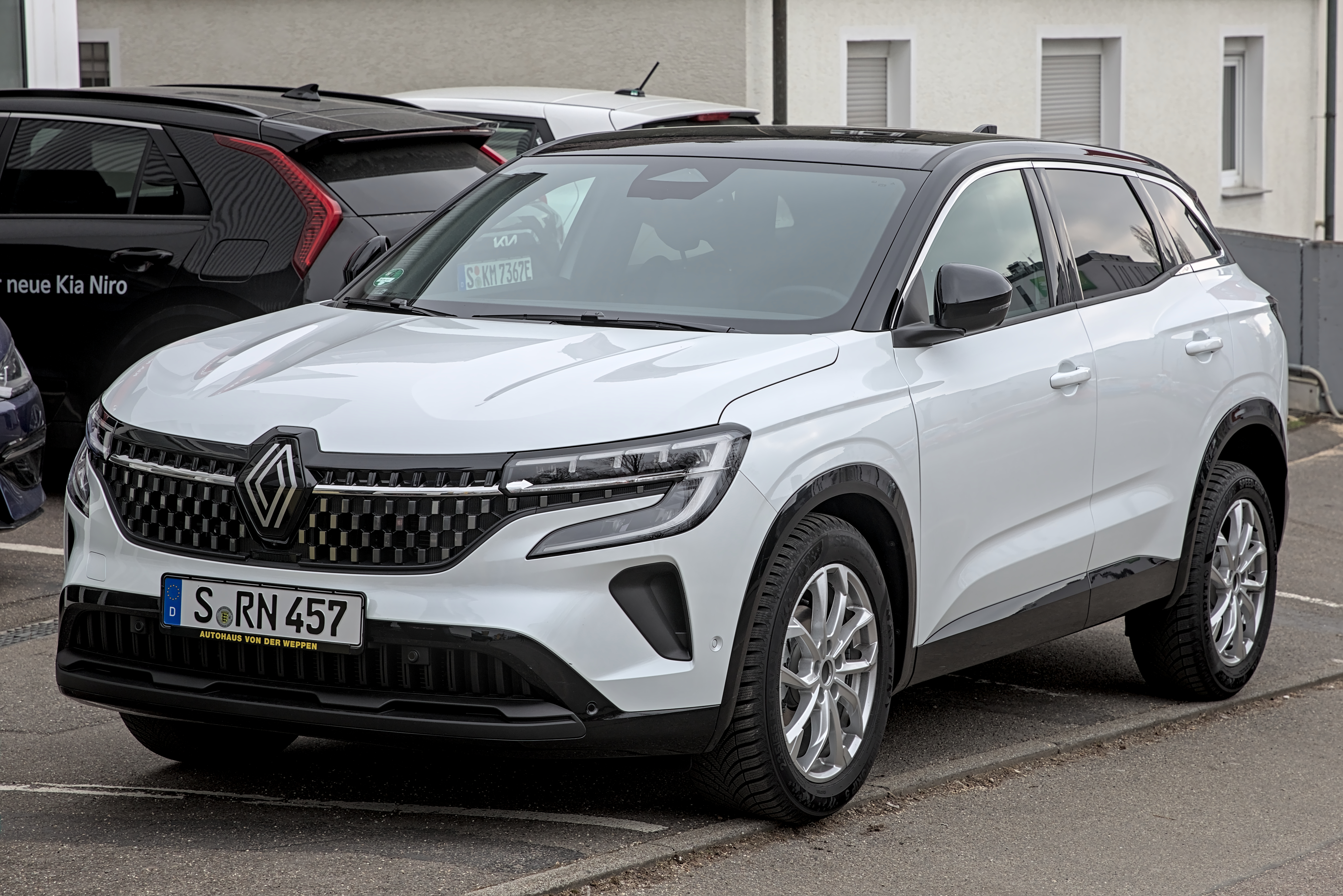
Renault Austral.

- Renault Kwid (2015-), crossover de segment A, sur base de la plateforme Renault-Nissan CMF-A (marchés émergents) et la Kwid E-Tech Electric (2022-), sa jumelle électrique (marchés émergents).
- Renault Triber (2019-), crossover citadin (marchés émergents).
- Renault Kiger (2021-), SUV compact (marchés émergents).
- Renault Kardian (2023-), crossover citadin (marchés émergents).
- Renault Captur II (2019-), SUV citadin essence, diesel, GPL, hybride simple et hybride rechargeable.
- Renault Duster II (2018-), SUV compact low-cost (marchés émergents).
- Renault Symbioz (2024-), SUV compact.
- Renault Arkana (Europe) (2021-), SUV compact coupé essence, diesel et hybride simple.
- Renault Scénic E-Tech Électric(2024-)
- Renault Austral (2022-), SUV compact essence, micro hybride et hybride simple.
- Renault Espace VI (2023-), SUV familial, version allongée à 7 places de l'Austral hybride simple.
- Renault Grand Koleos (2024-), SUV familial produit en Corée du Sud, dérivé du Geely Xingyue L[1]. Indisponible en Europe.
- Renault Rafale (2024-)
- Renault Boreal (2025)

### Pick Up

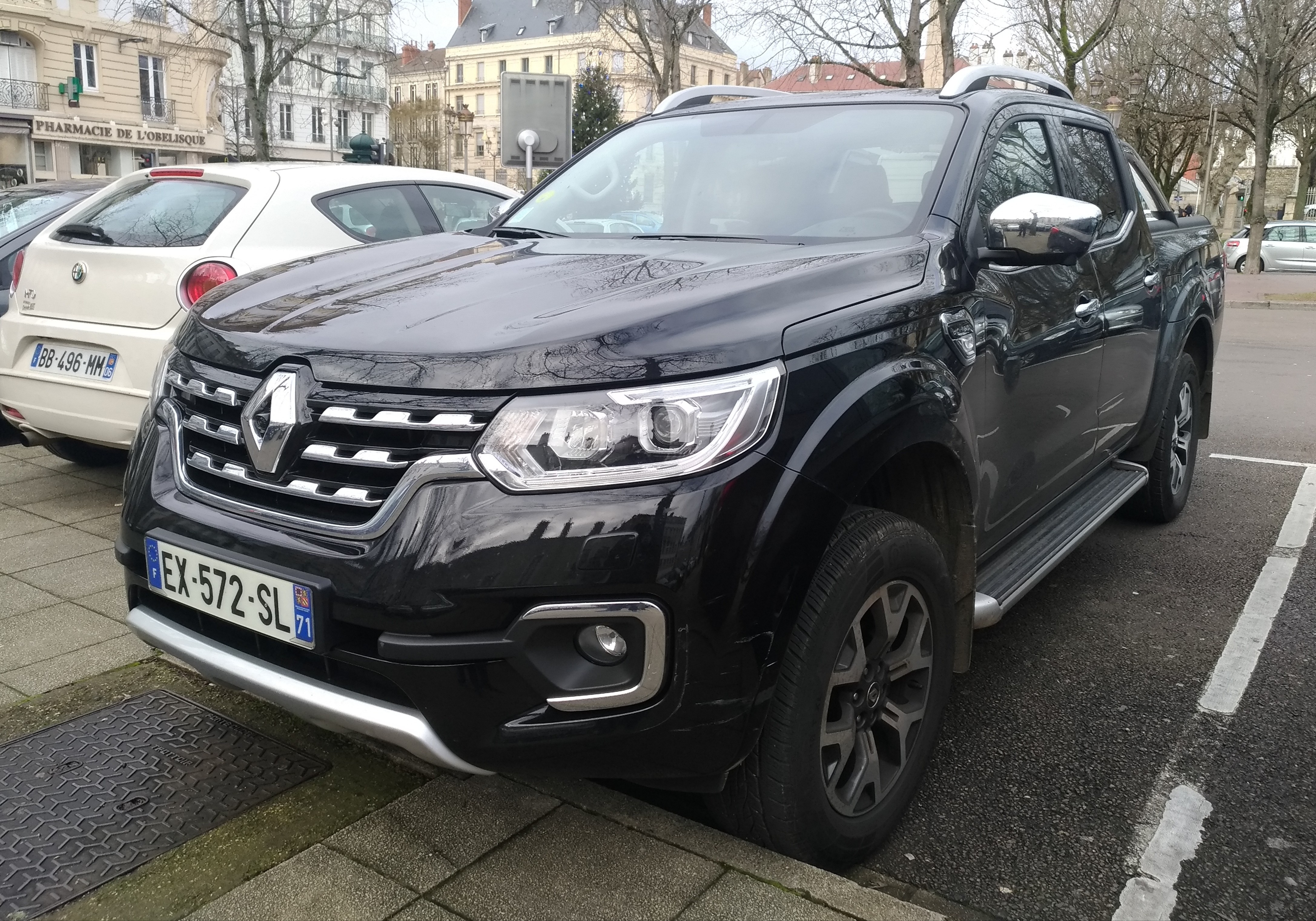
Renault Alaskan.

- Renault Alaskan (2017-), pick-up sur base de Nissan Navara IV diesel.

### Monospaces et utilitaires
- Renault Kangoo III (2021-), véhicule utilitaire léger compact essence et diesel également rebadgé en Nissan Townstar et aussi en Mercedes-Benz Citan (Type 420). Il est également décliné en version destinée aux clients particuliers et en version électrique (ludospace 5 et 7 places).
- Renault Express II (2021-2024), véhicule utilitaire léger compact sur base de Dacia Dokker.
- Renault Trafic III (2014-), véhicule utilitaire léger moyen diesel, également rebadgé en Nissan NV300 / Primastar II (et anciennement en Opel Vivaro B, Vauxhall Vivaro B, Fiat Talento II et Mitsubishi Express). Il est aussi décliné dans une version 100% électrique. Il est également décliné en version destinée aux clients particuliers et en version van aménagé camping car(ludospace/ minibus 7/8/9 places).
- Renault Master IV (2024-), grand véhicule utilitaire diesel et électrique, aussi badgé en tant que Nissan Interstar.

## Concept cars
- Renault Niagara (2025)
- Renault Emblème (2024)
- Renault Estafette Concept (2024)[2]

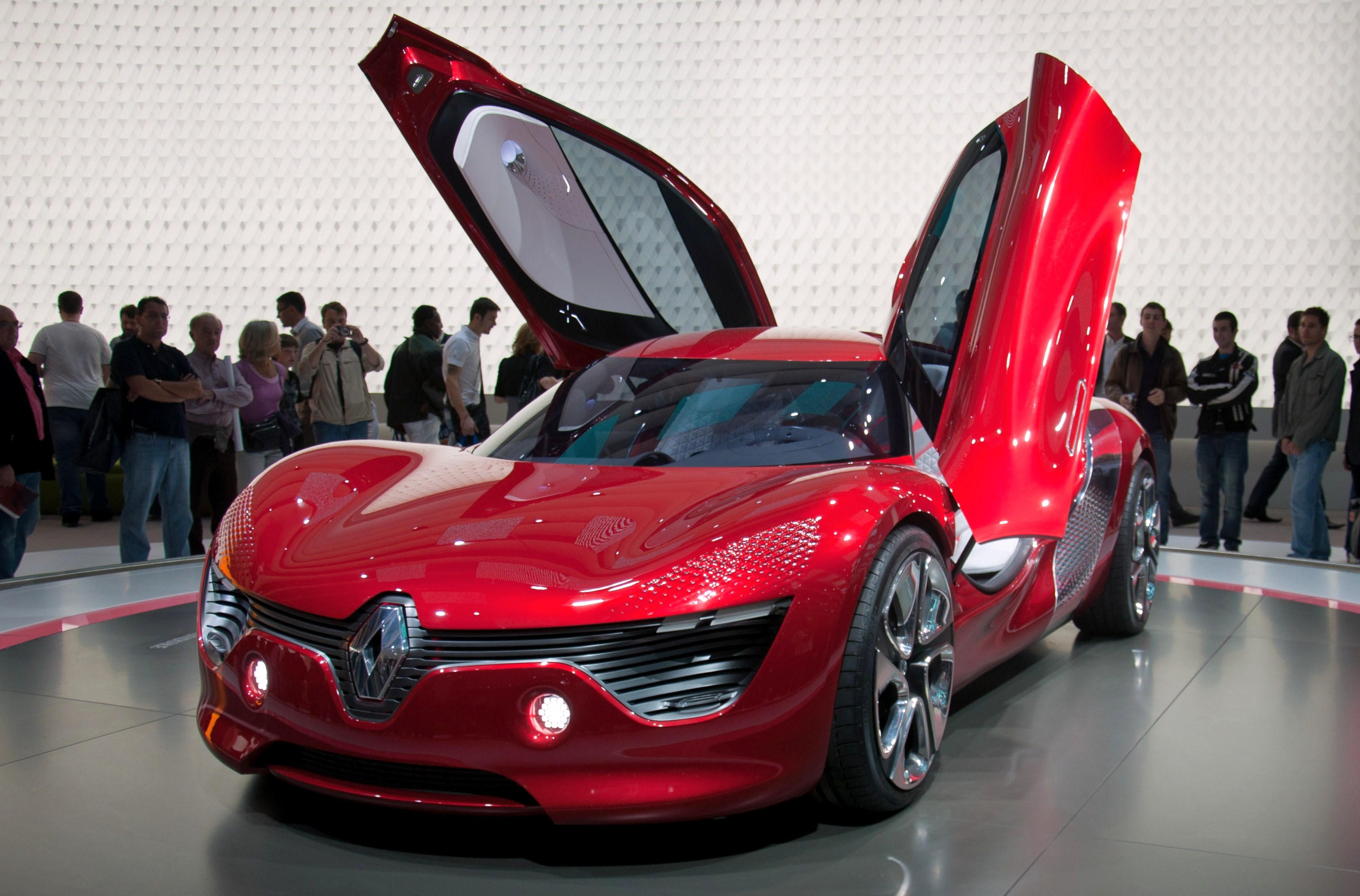
Le concept car Renault DeZir.

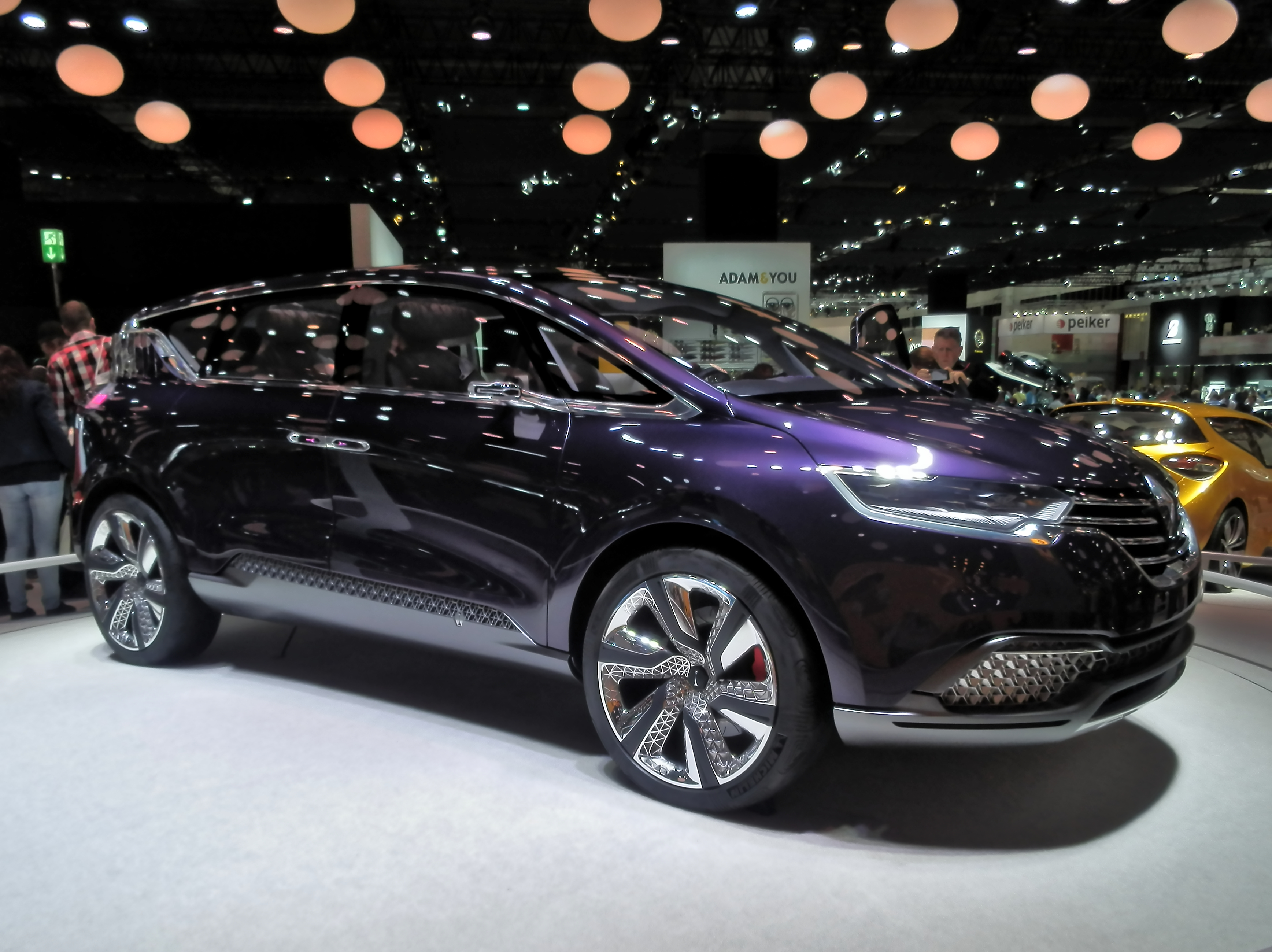
Renault Initiale Paris au salon de l'Automobile à Francfort en 2013.

- Renault R17 Electric Restomod x Ora Ïto (2024)[3]
- Renault Legend (2023)[4]
- Renault Niagara concept (2023)[5]
- Renault H1st vision (Human First vision) (2023)[6]
- Renault R5 Turbo 3E (2022)
- Renault Scénic Vision (2022)
- Renault Air4 (2021)[7]
- Renault Mobilize EZ-1 Prototype (2021)
- Renault 5 Prototype (2021)
- Renault Kiger (2020)[8]
- Renault Megane eVision (2020)
- Renault Morphoz (2020)
- Renault EZ-POD (2019)
- Renault EZ-Flex (2019)
- Renault K-ZE (2018)[9]
- Renault EZ-Ultimo (2018)
- Renault EZ-Go (2018)
- Renault EZ-Pro (2018)
- Renault The Concept (2018)[10]
- Renault R.S. 2027 Vision
- Renault Symbioz (2017)
- Renault TreZor (2016)
- Renault Coupé Corbusier (2015)
- Renault Duster Oroch Concept (2014)
- Renault Eolab (2014)
- Renault Initiale Paris (2013)
- Renault Twin'Z et Twin Run (2013)
- Renault Frendzy (Work) (2011)
- Renault R-Space (Family) (2011)
- Renault Captur (Explore) (2011)
- Renault DeZir (Love) (2010)
- Renault Zoé Z.E. Concept (2009)
- Renault Twizy Z.E. Concept (2009)
- Renault Fluence Z.E. Concept (2009)
- Renault Z.E. Concept (2008)
- Renault Ondelios (2008)
- Renault Mégane Coupé Concept (2008)
- Renault Kangoo Compact Concept (2007)
- Renault Laguna Concept (2007)
- Renault Koléos Concept (2006)
- Renault Nepta (2006)
- Renault Altica Concept (2006)
- Renault Egeus Concept (2005)
- Renault Sport Clio Concept (2005)
- Renault Zoé Concept (2005)
- Renault Fluence Concept (2004)
- Renault Wind Concept (2004)
- Renault Modus Concept (2004)
- Renault Be Bop (2003)
- Renault Trafic Deck'up Concept (2003)
- Renault Ellypse (2002)
- Renault Kangoo Break'up (2002)
- Renault Espace Concept (2002)
- Renault Talisman concept (2001)
- Renault Koléos Concept (2000)
- Renault Modus2 (2000)
- Renault Operandi Concept (2000)
- Renault Avantime Concept (1999)
- Renault Next (1999)
- Renault Vel Satis (concept car) (1998)
- Renault Zo (1998)
- Renault Pangea (1997)
- Renault Argos (1996)
- Renault Fiftie (1996)
- Renault Espace F1 (1995)
- Renault Evado (1995)
- Renault Initiale (1995)
- Renault Amperatrices (1994)
- Renault Ludo (1994)
- Renault Modus (1994)
- Renault Racoon (1993)
- Renault Zoom (1992)
- Renault Scénic (concept car) (1991)
- Renault Laguna (concept car) (1990)
- Renault Mégane Concept (1988)
- Renault Gabbiano concept (1983)

## Sportives

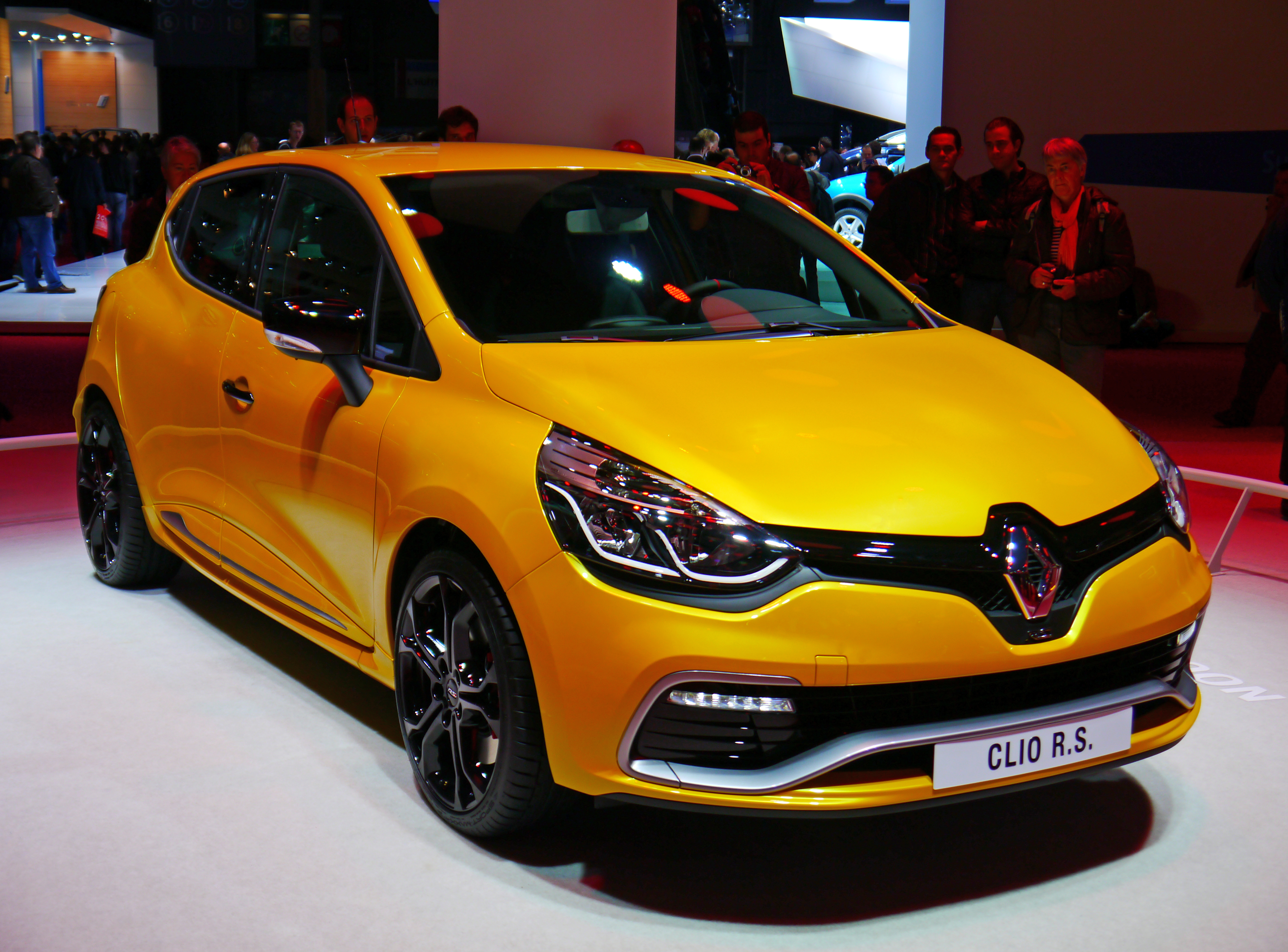
Renault Clio IV RS.

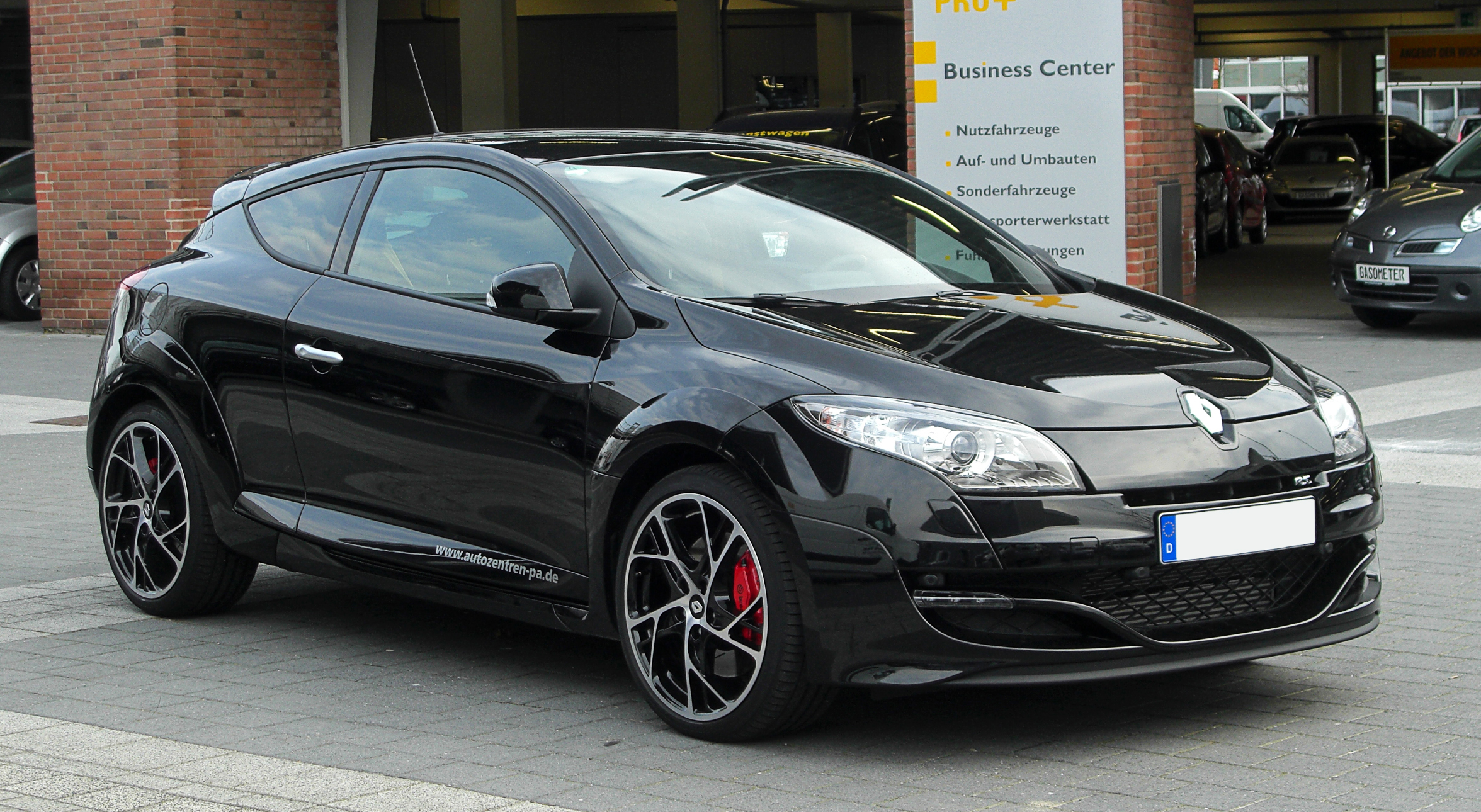
Renault Mégane III RS.

- Renault 4CV 1063
- Renault Dauphine 1093
- Renault Dauphine Gordini
- Renault 8 Gordini
- Renault 12 Gordini
- Renault 17 Gordini
- Renault 5 Alpine
- Renault 18 Turbo
- Renault 5 Turbo
- Renault Fuego Turbo
- Renault 11 Turbo
- Renault 9 Turbo
- Renault Super 5 GT Turbo
- Renault 21 Turbo
- Renault 19 16S
- Clio 16S
- Clio Williams
- Spider
- Clio II RS
- Clio V6
- Mégane II RS
- Clio III RS
- Twingo II RS
- Mégane III RS
- Clio IV RS
- Mégane IV RS

### Alpine Renault

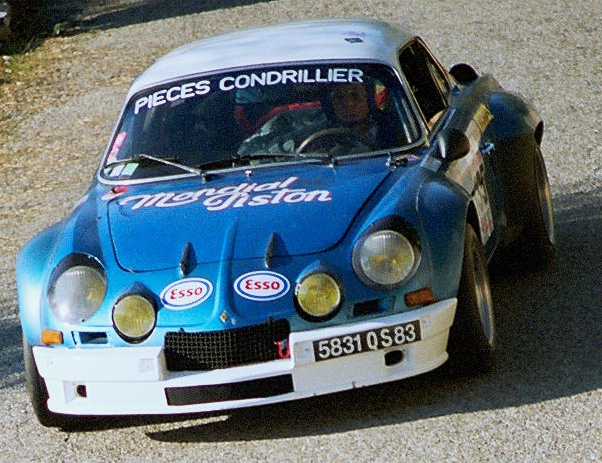
Alpine A110, première championne du monde des rallyes en 1973.

- Alpine A106
- Alpine A108
- Alpine A110
- Alpine A210 (voiture de course)
- Alpine A310
- Alpine GTA
- Alpine A610
- Alpine A110 (2017)

### Formule 1

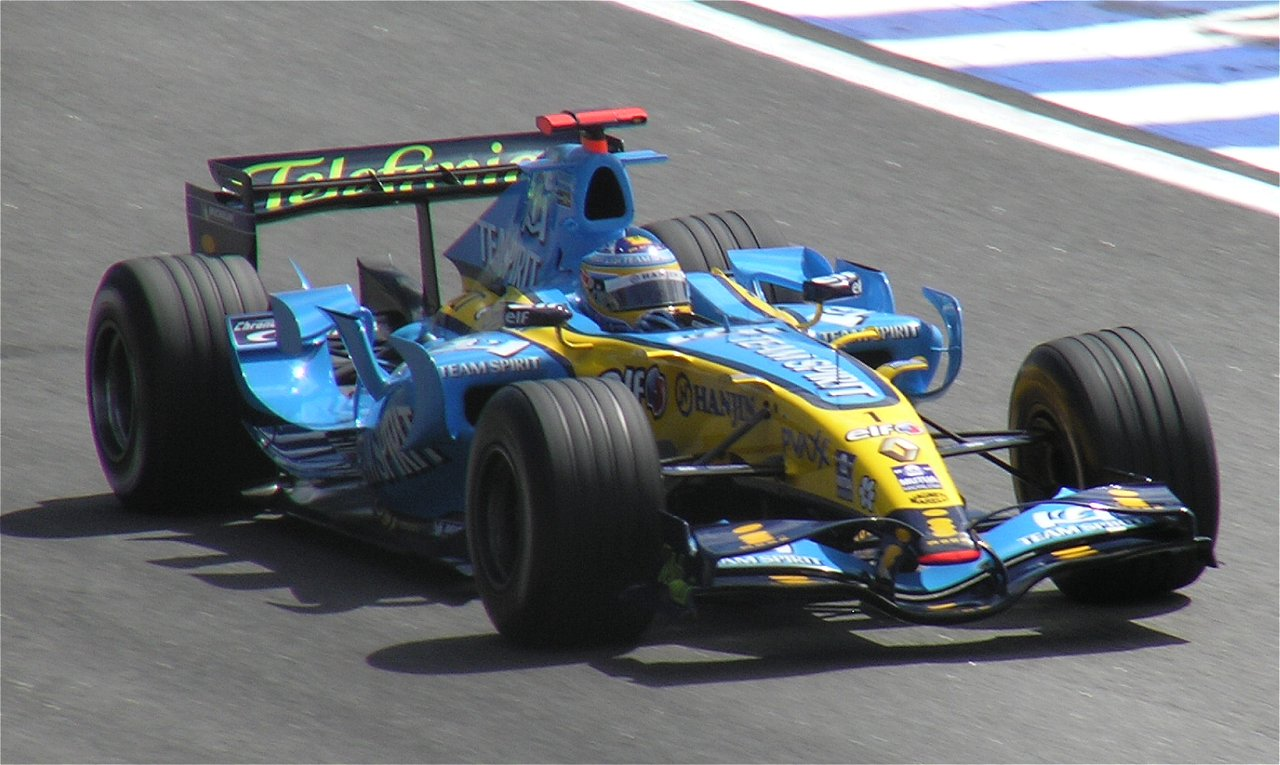
Renault R26 de Fernando Alonso.
Renault a gagné les quatre titres de champion de Formule 1 constructeur et pilote en 2005 et 2006, en plus de ses 10 autres titres de motoristes.

- Renault RS01
- Renault RS10
- Renault RE20
- Renault RE30
- Renault RE40
- Renault RE50
- Renault RE60
- Renault R202
- Renault R23
- Renault R24
- Renault R25
- Renault R26
- Renault R27
- Renault R28
- Renault R29
- Renault R30
- Renault R31
- Renault R.S.16
- Renault R.S.17
- Renault R.S.18
- Renault R.S.19
- Renault R.S.20

## Liste des véhicules par année

### 1899-1910
- Renault Voiturette (Type A/Type B/Type C/Type D/Type E/Type G/Type H/Type J) (1899-1903)
- Renault 14CV (Type H/Type U/Type X/Type AB/Type BX/Type CC/Type DJ) (1902-1914)
- Renault 8CV (Type L/Type M/Type Z/Type AG/Type AJ/Type AL/Type AN/Type AX) (1903-1914)Taxi de la Marne Renault 8CV Type AG

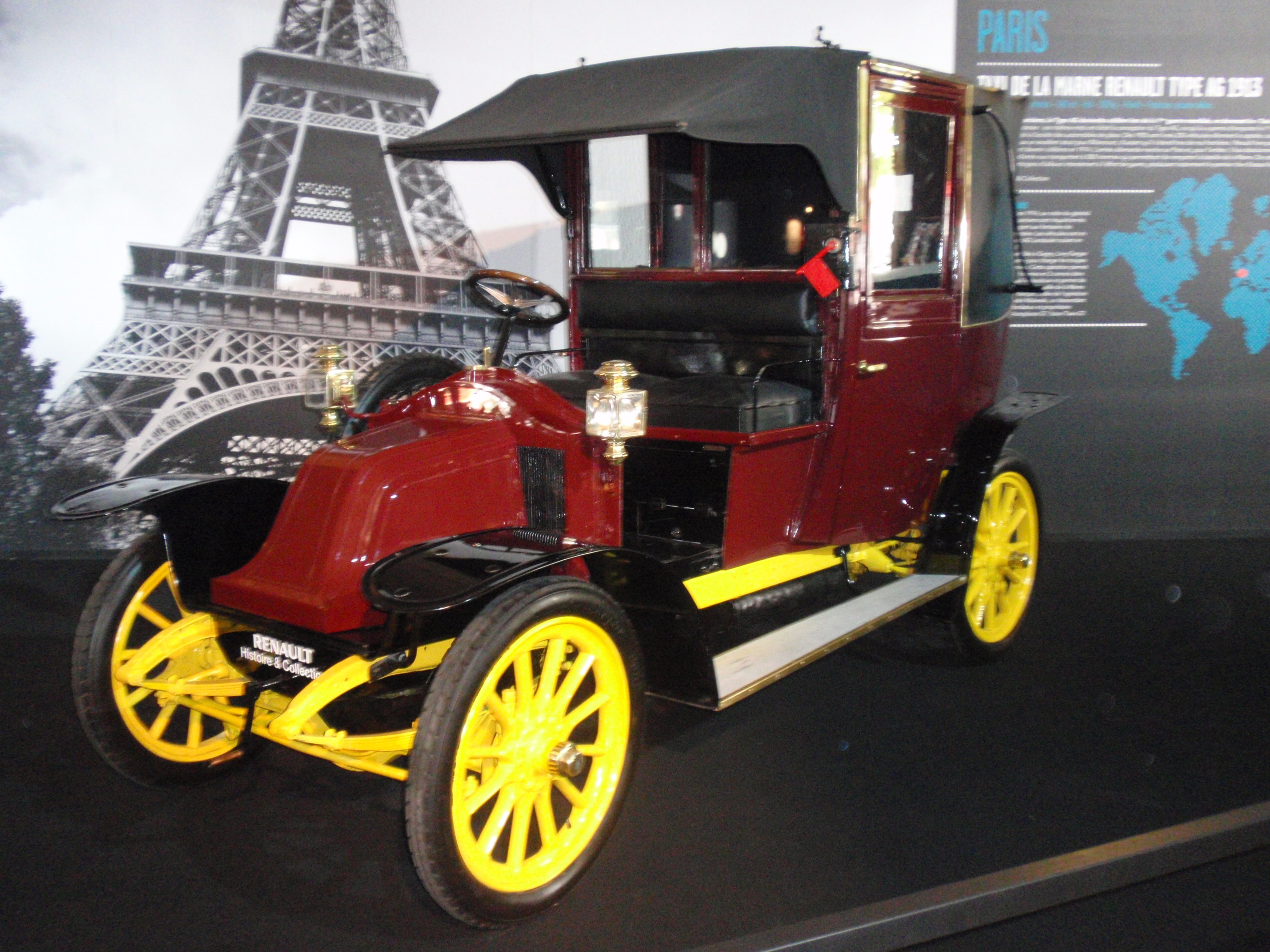
Taxi de la Marne Renault 8CV Type AG

- Renault 7CV (Type R/Type T) (1903-1904)
- Renault 10CV (Type AH/Type AM/Type BK/Type GS) (1903-1920)
- Renault 20CV (1904-1919)
- Renault 35CV (1906-1917)
- Renault 40CV (1908-1928)
- Renault 12CV (1909-1926)
- Renault 18CV (1909-1928)

### 1910-1920
- Renault 11CV (1912-1919)
- Renault 22CV (1913-1914)
- Renault 9CV (1913-1920)

### 1920-1930
- Renault 10CV (Type IC/Type IG/Type II/Type IM/Type JR) (1920-1922)
- Renault 6CV (Renault KJ/Renault MT/Renault NN) (1922-1930)Renault KJ 6CV

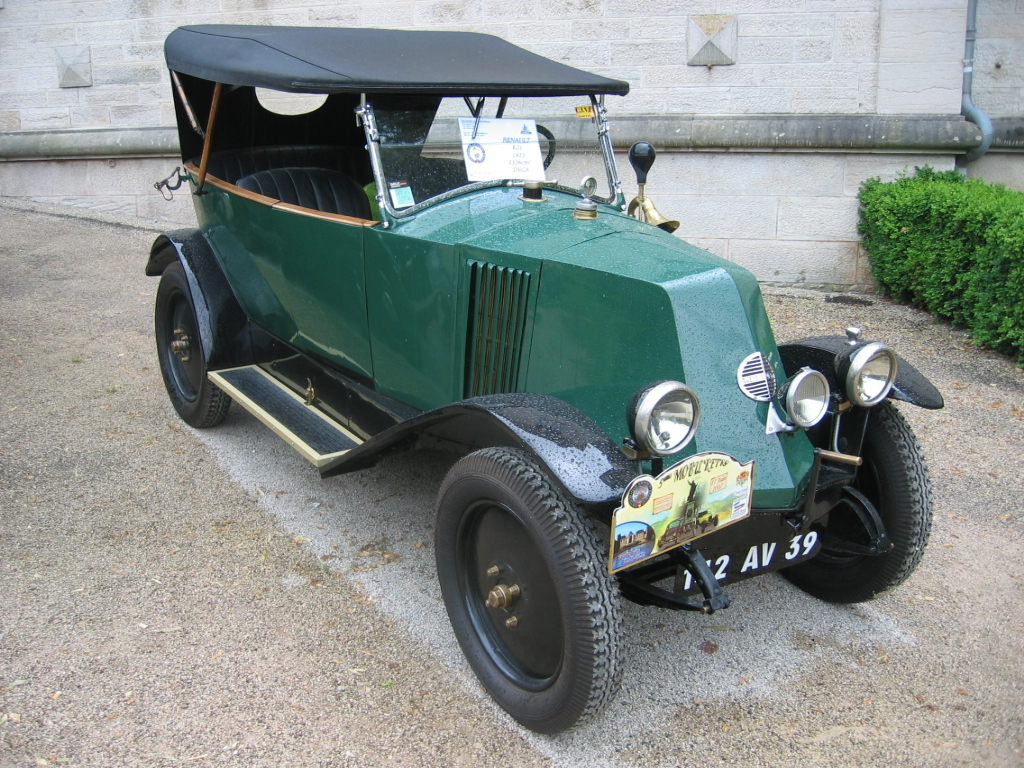
Renault KJ 6CV

- Renault 10CV (KZ à KZ5) (1923-1933)
- Renault 15CV (1924-1928)
- Renault Monasix (1927-1931)
- Renault Vivasix (1927-1934)
- Renault Monastella (1929-1931)
- Renault Vivastella (1929-1939)
- Renault Reinastella (1929-1933)
- Renault Nervastella (1930-1936)

### 1930-1940
- Renault Monaquatre (1931-1936)
- Renault Primaquatre (KZ6/8/10/18/24) (1931-1941)
- Renault Vivaquatre (KZ7/9/11/17/23) (1932-1939)
- Renault Nervasport (1932-1935)
- Renault Primastella (1932-1934)
- Renault Vivasport (1933-1938)
- Renault Celtaquatre (1934-1938)
- Renault Viva Grand Sport (1934-1939)Renault Viva Grand Sport et Hélène Boucher.
- Renault Reinasport (1934-1934)

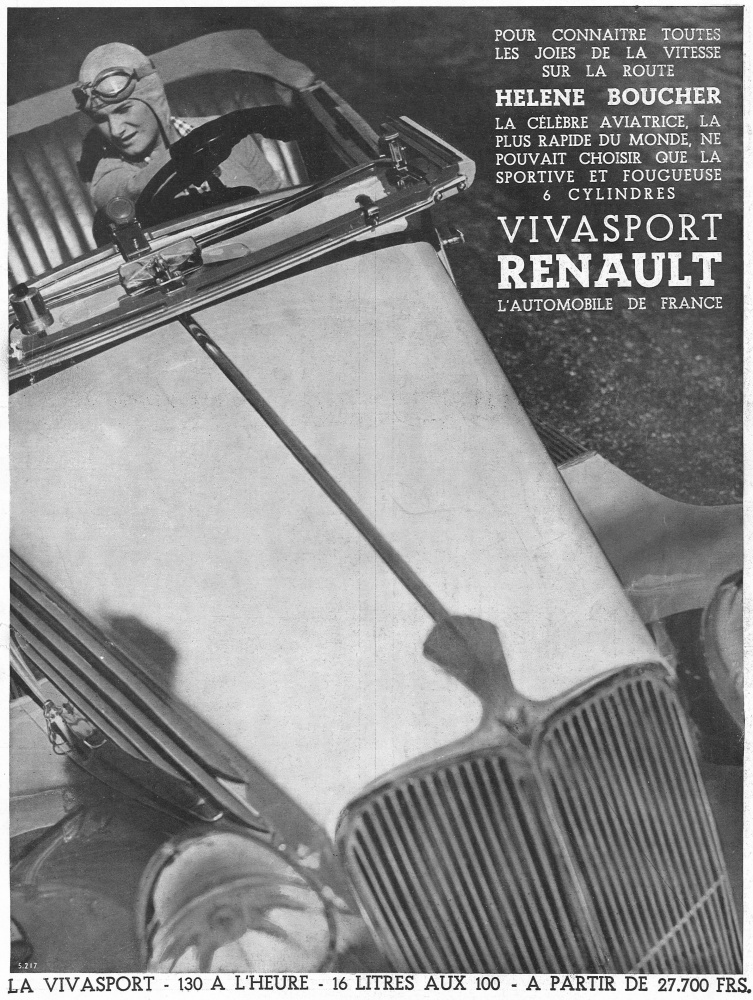
Renault Viva Grand Sport et Hélène Boucher.

- Renault Nerva Grand Sport (1935-1938)
- Renault Juvaquatre (1937-1960)
- Renault Novaquatre (1938-1940)
- Renault Suprastella (1938-1939)

### 1940-1950

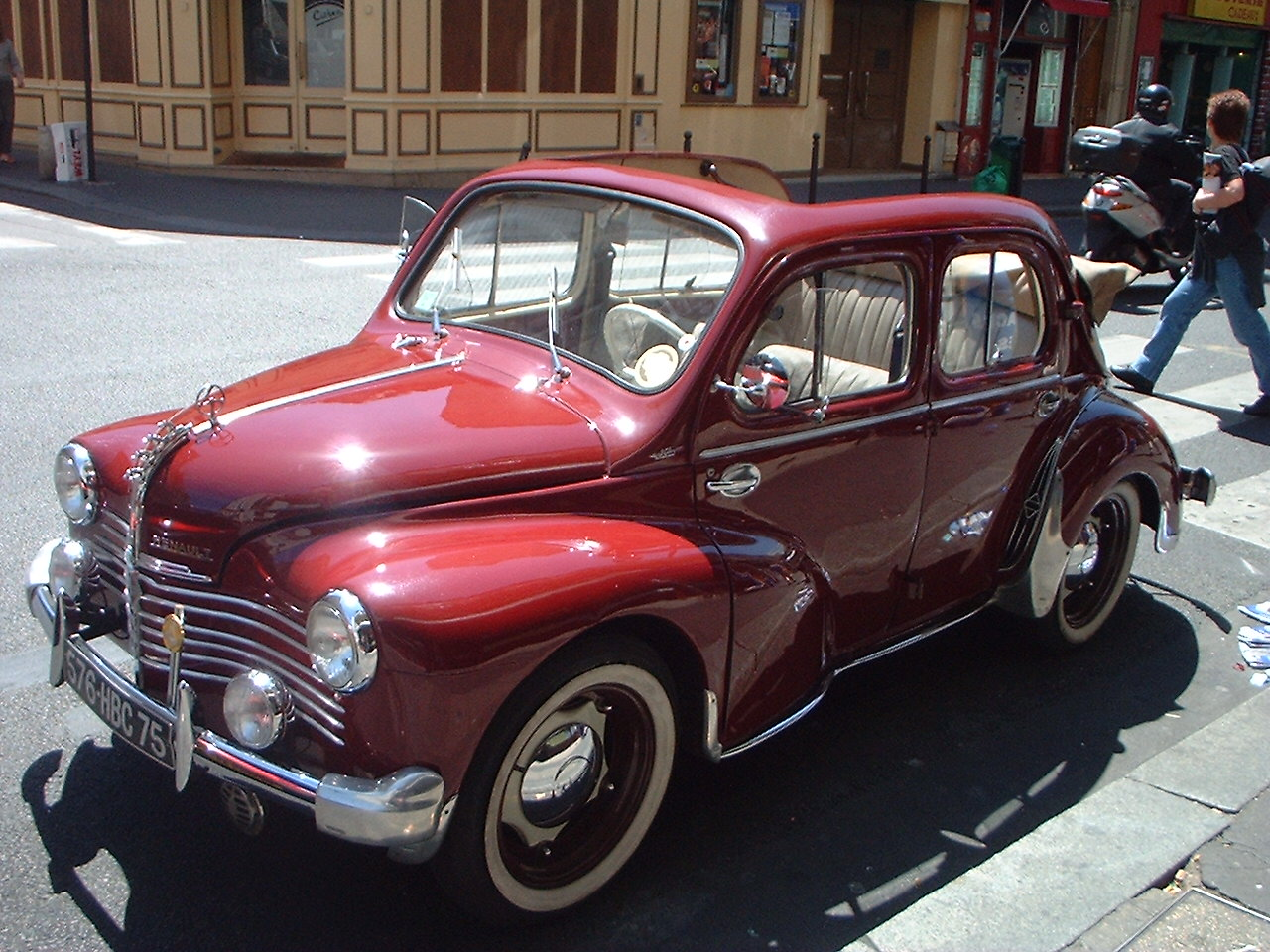
Renault 4 cv

- Renault 4CV (1947-1961)Renault 4 cv

### 1950-1960
- Renault Colorale (1950-1956)
- Renault Frégate (1951-1960)
- Renault Dauphine (1956-1967)
- Renault Dauphinoise (1956-1960)
- Renault Caravelle (1958-1968)
- Renault Floride (1958-1968)
- Renault Estafette (1959-1980)

### 1960-1970
- Renault 4 (1961-1992)Renault 4

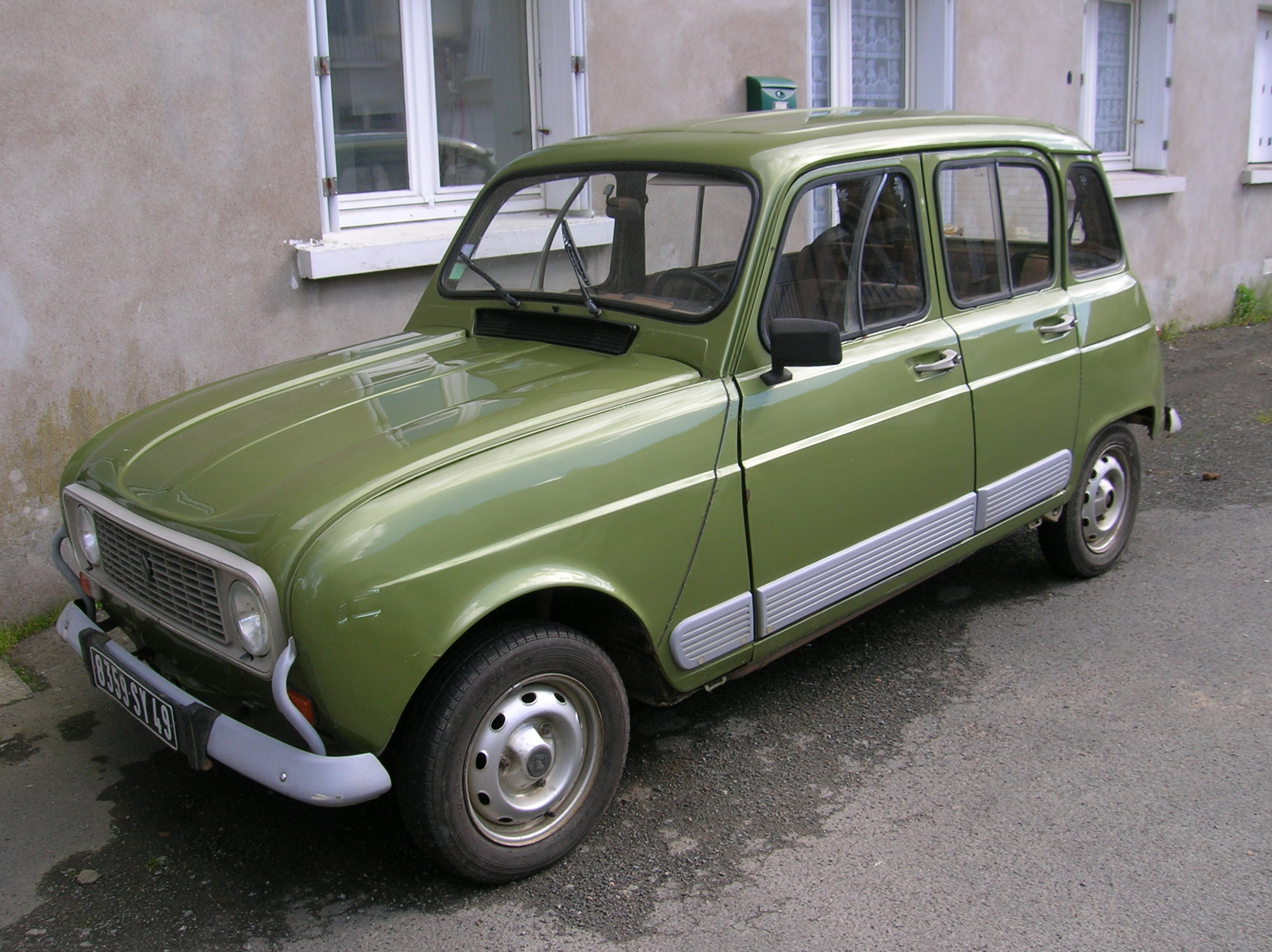
Renault 4

- Renault 4 Fourgonnette (1961-1988)
- Renault 8 et 10 (1962-1973)
- Renault Rambler (1962-1967)
- Renault 16 (1965-1980)
- Renault 6 (1968-1986)
- Renault 12 (1969-1980)

### 1970-1980

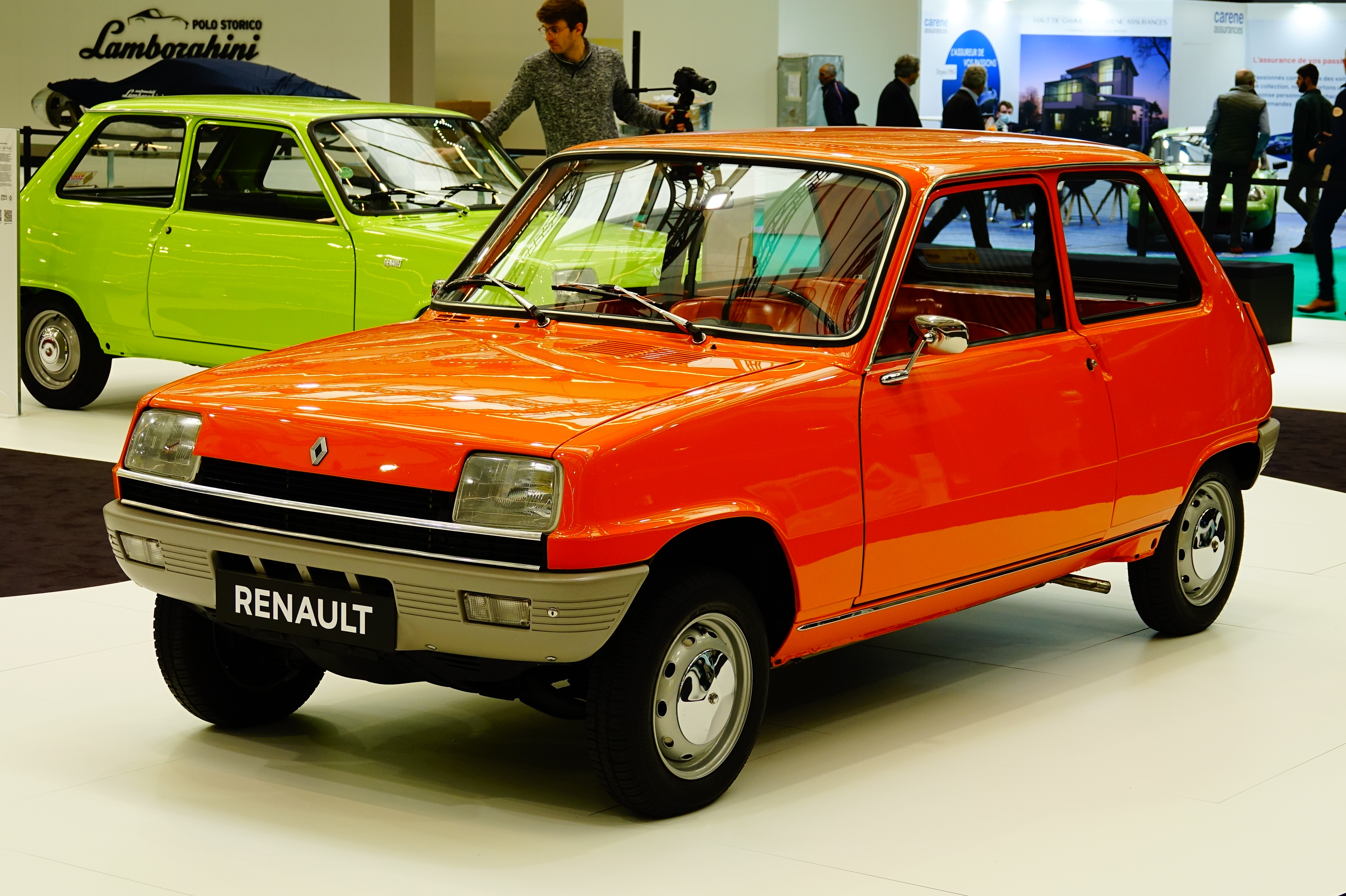
Renault 5

- Renault Rodéo (1970-1986)
- Renault 15 et 17 (1971-1979)
- Renault 5 (1972-1984)Renault 5
- Renault 7 (1974-1982)
- Renault 30 (1975-1983)
- Renault 14 (1976-1983)
- Renault 20 (1976-1984)
- Renault 18 (1978-1998)

### 1980-1990
- Renault Fuego (1980-1992)
- Renault Master (1980-1997)
- Renault 9 et 11 (1981-1989)
- Renault Trafic I (1981-2001)
- Renault Supercinq (1984-1996)Renault 25
- Renault 25 (1984-1992)
- Renault Espace I (1984-1991)
- Renault Express (1985-2000)
- Renault 21 (1986-1995)

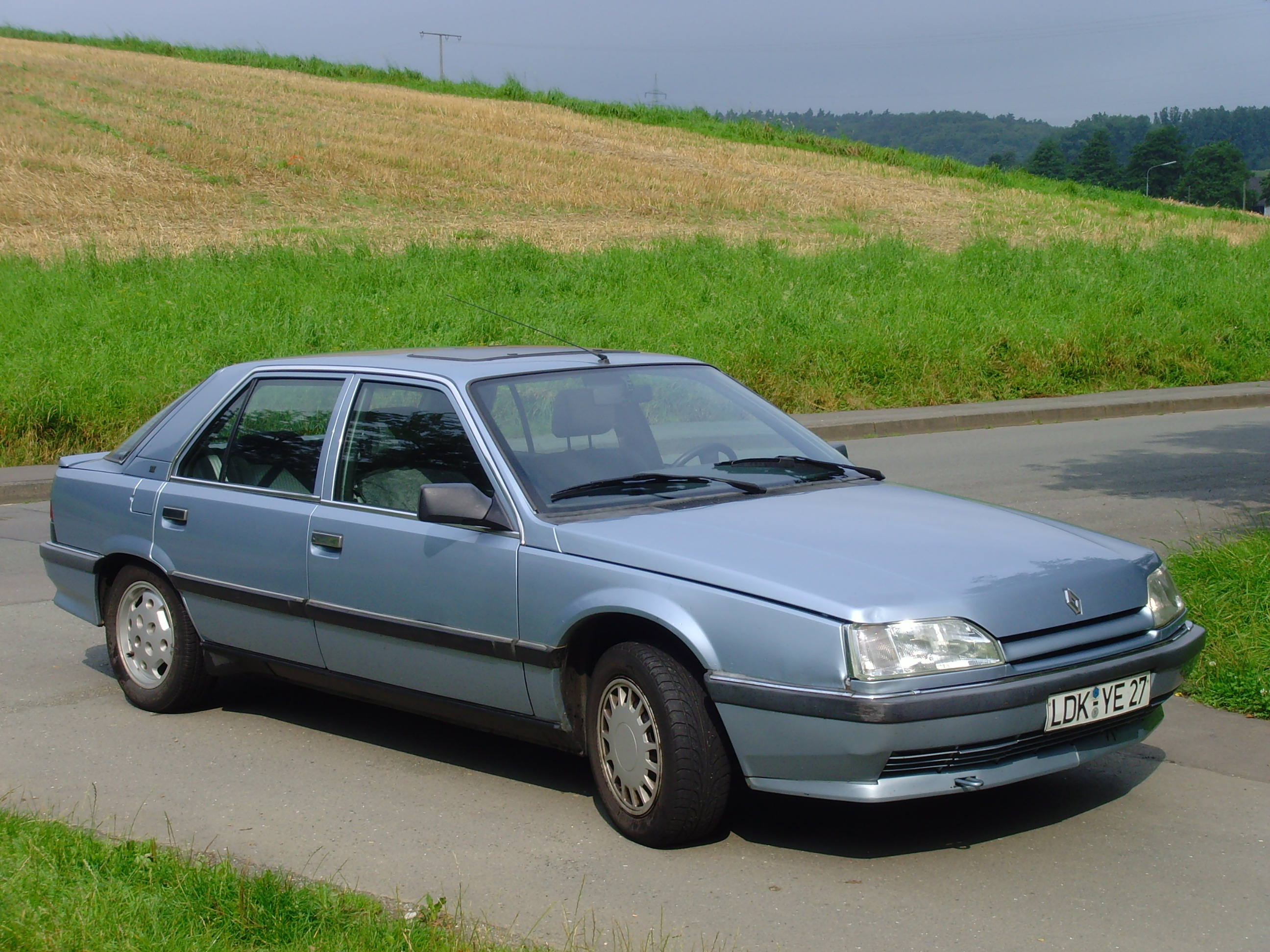
Renault 25

- Renault 19 (1988-2000, 1996 en Europe de l'Ouest)

### 1990-2000
- Renault Clio I (1990-2001, 1999 en Europe)
- Renault Espace II (1991-1997)
- Renault Safrane (1992-2002)
- Renault Twingo I (1992-2012, 2007 en Europe)Twingo I
- Renault Laguna I (1994-2001)

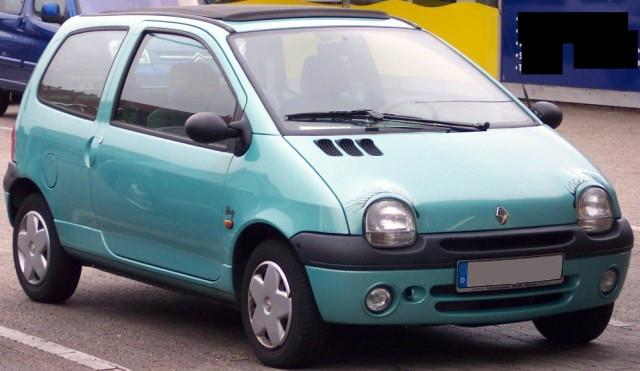
Twingo I

- Renault Mégane I (1995-2009, 2002 en Europe)
- Renault Scénic I (1996-2010, 2003 en Europe)
- Renault Espace III (1996-2002)
- Renault Spider (1995-1999)
- Renault Kangoo I (1997-2018, 2010 en Europe)
- Renault Master (1997-2010)
- Renault Clio II (1998-2016, 2012 en Europe)Clio II

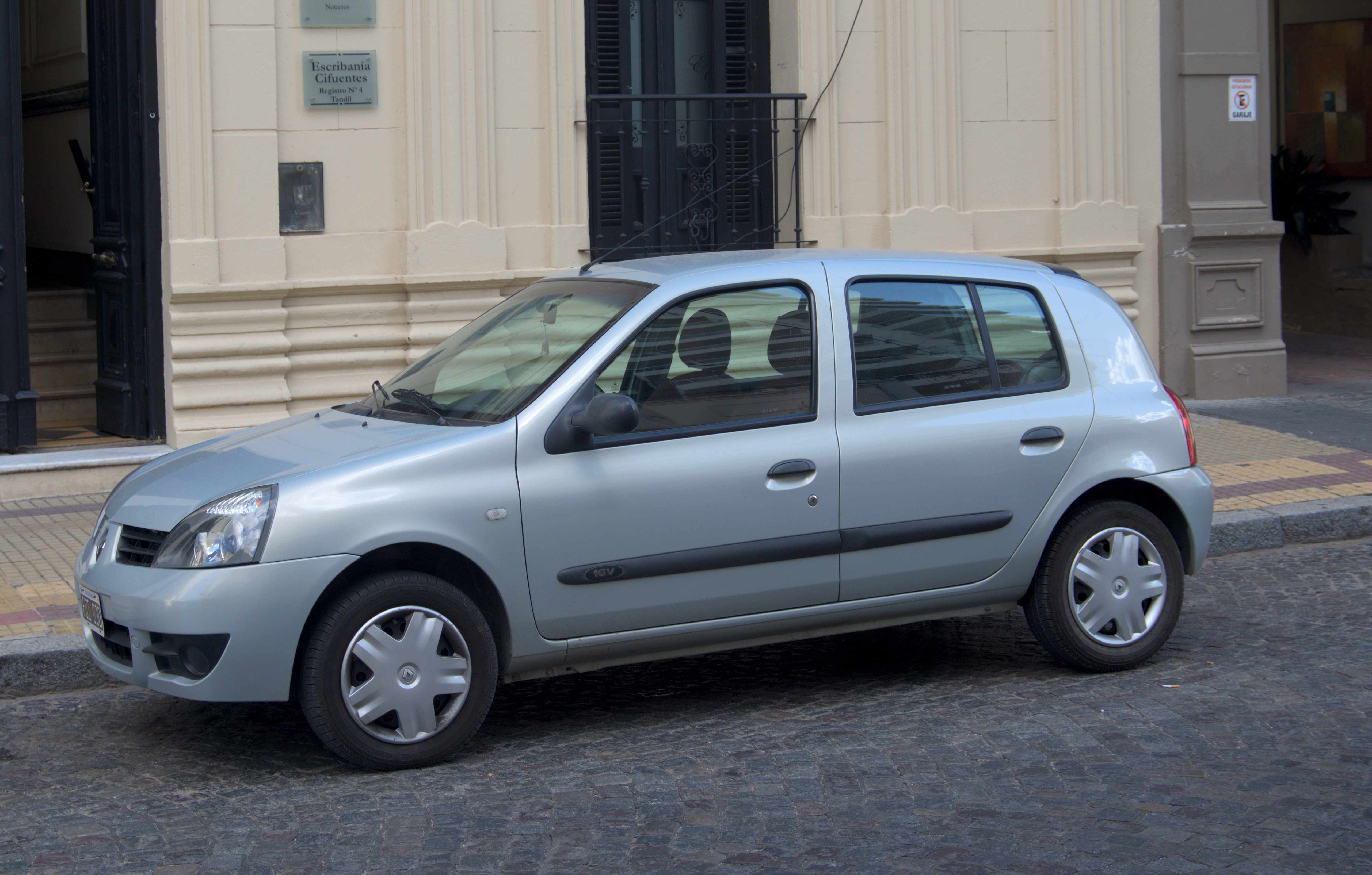
Clio II

- Renault Thalia (1999-2008)

### 2000-2010
- Renault Laguna II (2000-2007)
- Renault Avantime (2001-2003)
- Renault Trafic II (2001-2014)
- Renault Vel Satis (2001-2009)
- Renault Mégane II (2002-2012, 2008 en Europe)
- Renault Espace IV (2002-2014)
- Renault Scénic II (2003-2009)
- Renault Modus (2004-2012)
- Renault Clio III (2005-2014)
- Renault Twingo II (2007-2014)
- Renault Laguna III (2007-2015)
- Renault Mégane III (2008-2016)
- Renault Koleos (2008-2016)
- Renault Kangoo II (2008-2021)
- Renault Symbol II (2008-2013)
- Renault Safrane II (2008-2014)
- Renault Fluence (2009-2016)
- Renault Scénic III (2009-2016)
- Renault Latitude (2009-2016)

### 2010-2020
- Renault Wind (2010-2013)
- Renault Master III (2010-2024)
- Renault Twizy (2011-2023)
- Renault Talisman (2012-2016)
- Renault Clio IV (2012-2020)
- Renault Zoé (2012-2024)
- Renault Captur (2013-2019)
- Renault Symbol III (2013-2021)
- Renault Trafic III (2014-....)
- Renault Twingo III (2014-2024)
- Renault Kwid (2015-....)
- Renault Espace V (2015-2023)
- Renault Kadjar (2015-2022)
- Renault Talisman (2015-2022)
- Renault Mégane IV (2016-2024)
- Renault Scénic IV (2016-2023)
- Renault Koleos II (2016-2023)
- Renault Kaptur (2016-2023)
- Renault Alaskan (2017-....)
- Renault Triber (2019-....)
- Renault Arkana (Russie) (2019-2022)
- Renault City K-ZE / Kwid E-Tech electric (2019-2020/2022-....)
- Renault Clio V (2019-....)
- Renault Captur II (2019-....)

### 2020-2030
- Renault Arkana (2020-....)
- Renault Kiger (2021-....)
- Renault Kangoo III (2021-....)
- Renault Express II (2021-....)
- Renault Taliant (2021-....)
- Renault Megane E-tech Electric (2022-....)
- Renault Austral (2022-....)
- Renault Espace VI (2023-....)
- Renault Scénic E-Tech Electric (2023-....)
- Renault 5 E-Tech Electric (2024-....)
- Renault Symbioz (2024-....)
- Renault Grand Koleos (2024-....)
- Renault Rafale (2024-....)
- Renault 4 E-Tech Electric (2025-....)

### Renault aux États-Unis
- Renault Sedan-Wagon (1968-1972)
- Renault Le Car (1976-1984)

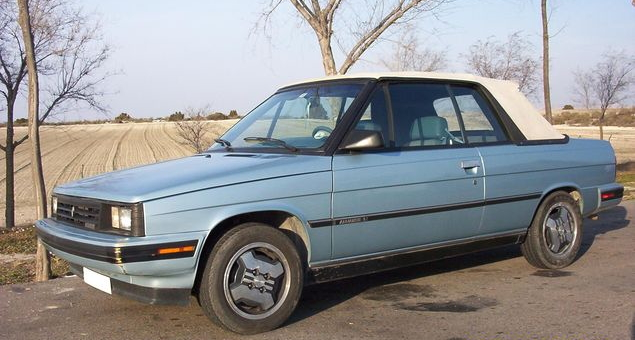
Renault Alliance.

- Renault 18i Sportwagon (1981-1986)
- Renault Alliance (1982-1987), berline 2 ou 4 portes, cabriolet
- Renault Encore (1984-1987)
- Renault Fuego GTA (1982-1985)
- Renault Alpine GTA
- Renault Medallion (1987-1989)
- Renault Premier (1987-1989)

### Renault en Amérique du Sud
- Renault Torino (1978-1982)
- Renault Kangoo sur base de Dacia Dokker (2018-)
- Renault Kaptur / Captur / Grand Captur (2016-2023), crossover citadin (marchés émergents).
- Renault Kardian (2023-)

### Véhicules produits avec Dacia ou Nissan

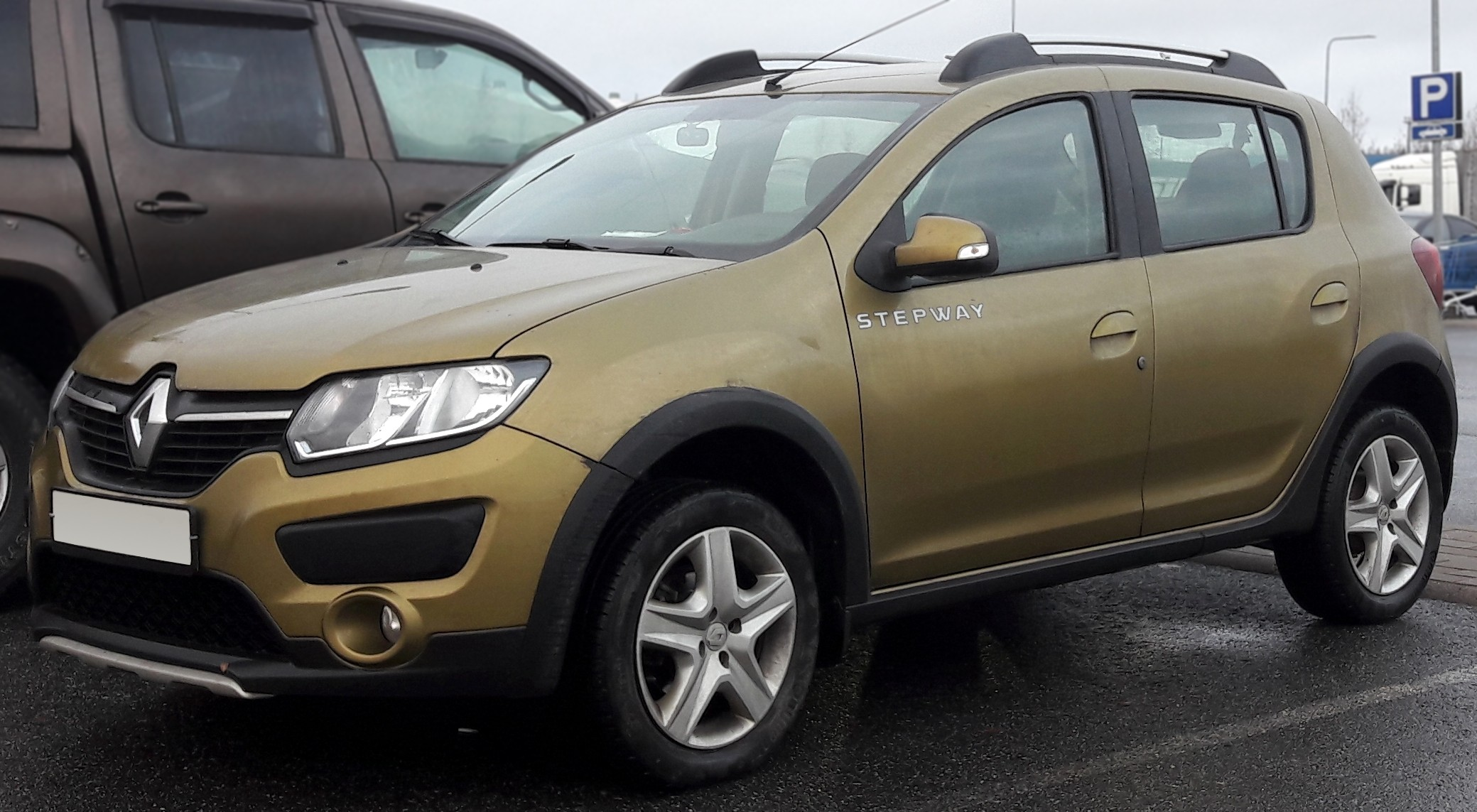
Renault Sandero Stepway.

#### Dacia
- Renault Logan, citadine polyvalente tricorps, bicorps break, utilitaire léger et pick-up
- Renault Sandero, citadine polyvalente bicorps
- Renault Duster SUV du groupe Renault, vendu sous cette marque à 60% dans le monde.
- Renault Dokker, véhicule utilitaire léger compact
- Renault Lodgy, monospace compact

#### Nissan
- Renault Pulse (2013-2017) citadine polyvalente bicorps sur base de Nissan Micra K13, vendue en Inde
- Renault Scala (2012-2017) citadine polyvalente tricorps sur base de Nissan Sunny N17, vendue en Inde